# باشگاه فوتبال زسکا مسکو
باشگاه فوتبال زسکا مسکو یا به اختصار زسکا مسکو (به روسی: Профессиональный
футбольный клуб ЦСКА Москва) یک باشگاه فوتبال در شهر مسکو در کشور روسیه است. این باشگاه در لیگ برتر فوتبال روسیه بازی می‌کند. این باشگاه در سال ۱۹۱۱ تأسیس شده است.
افتخارات: درمجموع لیگ روسیه و شوروی (۱۳)قهرمانی *درمجموع جام حذفی روسیه و شوروی(۱۲)قهرمانی *درمجموع سوپرجام روسیه و شوروی۶ *جام یوفا(۱)
امیرحسین ریوندی بازیکن ایرانی در پست دفاع برای این تیم بازی می‌کند.

## طرفداران مشهور

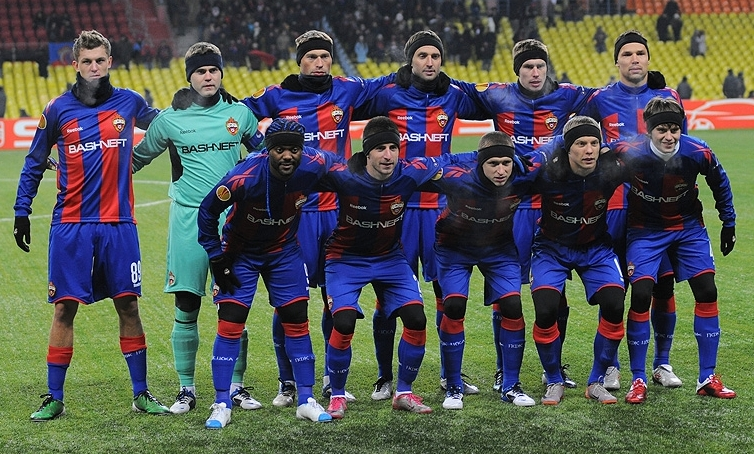
تیم زسکا مسکو، ۲۰۱۱؛ در یک مسابقه از لیگ اروپا

- الکسی بولداکوف[۲]
- ولادیمیر ویسوتسکی[۳]
- ناتالیا وارلی[۴]
- آندری گرچکو[۵]
- ولادیمیر زلدین
- سرگئی ایوانوف[۶]
- لئونید کوراولیوف[۷]
- مایا پلیستسکایا[۸]
- میخائیل یوژنی[۹]
- اولگ منشیکف[۱۰]